# Walter Sölter
Walter Waldemar Sölter (* 15. März 1930 in Delbrück; † 7. November 1988) war ein deutscher Kunst- und Bauhistoriker, Archäologe, Luftbildarchäologe und Direktor des Ruhrlandmuseums in Essen und des Rheinischen Industriemuseums in Oberhausen.

## Leben
Sölter kam als Sohn des Betriebsleiters der Oberhausener Milchversorgung, Walter Sölter und dessen Frau Helene, geborene Hirsch, zur Welt. Seine Einschulung erfolgte 1936 in Oberhausen, dort besuchte er ab 1940 die städtische Oberschule und war von 1944 bis Kriegsende am Gymnasium in Helmstedt. Er wechselte anschließend an das naturwissenschaftlichen Gymnasium Oberhausen. 1949 schulte er an das Max-Planck-Gymnasium in Duisburg-Meiderich um. Dort bestand er 1951 die Reifeprüfung. Im gleichen Jahr ging er zunächst an die Philosophisch-theologische Hochschule Regensburg und setzte seine Studien an den Universitäten Zürich, Marburg, Köln und Berlin fort. Seine Lehrer waren im Hauptfach Kunstgeschichte Hans Kauffmann (Berlin) und Richard Hamann-Mac Lean (Marburg). Zusätzlich belegte er die Nebenfächer Ethnologie und Soziologie.
Mit seiner 1959 begonnenen und 1962 bei Kauffmann abgeschlossenen Dissertation über die ehemalige Stiftskirche St. Suitbertus in Düsseldorf-Kaiserswerth wurde Sölter an der Freien Universität Berlin promoviert. Die erste selbständige Grabungsleitung führte ihn von 1963 bis 1964 zur ehemaligen Stiftskirche St. Chrysanthus und Daria in Bad Münstereifel. Hier sollte die Baugeschichte abgeklärt werden. Am 1. April 1966 wurde er als Nachfolger von Walter Sage zum Stadtarchäologen in Aachen ernannt und führte 1966 und 1967 zwei kleinere Rettungsgrabungen am Schwertbad in Burtscheid durch. Zum Großprojekt wurde von 1966 bis 1968 seine Ausgrabung der römischen Kalkbrennerei Iversheim. In Iversheim wurden von Sölter 1970 erstmals erfolgreiche Brennversuche nach römischer Methode durchgeführt. Nachdem das Rheinische Landesmuseum 1968 die Bezirksstellen Aachen, Bergheim und Bonn aufgegeben hatte, musste sich Sölter neu orientieren. Bei seinen folgenden archäologischen und bauhistorischen Untersuchungen als Mitarbeiter des Rheinischen Landesmuseum Bonn, Landschaftsverband Rheinland war er auch weiterhin im römischen und mittelalterlichen Bereich tätig.
Zusammen mit Hans-Eckart Joachim wurde Sölter am 1. Juli 1975 zum Landesobermuseumsrat am Rheinischen Landesmuseum in Bonn befördert und 1976 Direktor des Ruhrlandmuseums, das seit 1954 provisorisch in einer Essener Villa untergebracht war. Um aus dieser Enge herauszukommen, entwickelte er in Zusammenarbeit mit der rheinischen Industriedenkmalpflege ein Konzept zur Verlagerung des Museums in die ehemalige Steinkohlenzeche „Carl Funke“, doch die Stadt Essen sowie die mitfinanzierende Alfried Krupp von Bohlen und Halbach-Stiftung stimmten dem Projekt nicht zu. Ein zentraler Punkt seiner Neukonzeption des Jahres 1984 war die Verknüpfung der Geologie mit der Sozialgeschichte der Industrialisierung des Ruhrgebietes. Die historische Dauerausstellung brachte zum ersten Mal die Forschungsergebnisse der modernen Ruhrgebietsgeschichte im Medium Museum zur Geltung. Die innovative Präsentationsform mit Objektensemblen und inszenierten Bildräumen (Dioramen) sorgte für Aufsehen in der museologischen Diskussion. 1988/1990 kam das Fotoarchiv als eigenständige Abteilung des Ruhrlandmuseums hinzu und seit 1995 wurde auch die Archäologische Sammlung, die von 1985 bis 1994 im Museum Altenessen untergebracht war, in einer neuen Dauerausstellung präsentiert. 1997 wurde die sozialhistorische Ausstellung überarbeitet und ab Mai 2001 war die neue geologische Dauerausstellung „terra cognita“ zu sehen. Am 20. November 2006 beschloss der Rat der Stadt Essen, das neue Ruhr Museum in der Kohlenwäsche des Weltkulturerbes Zeche Zollverein zu etablieren.
Sölters starkes technisches und naturwissenschaftliches Interesse bestimmte seine Forschungsschwerpunkte: als einer der Pioniere der Luftbildarchäologie in Deutschland entdeckte er ab den 1960er Jahren viele bisher unbekannte Bodendenkmäler. Seine Arbeit über das römische Kalkbrennen ist noch heute wegweisend und als Museumsdirektor beschritt er neue Wege, um mit seinem integrativen Ansatz von Natur- mit Kulturgeschichte die wechselseitigen Zusammenhänge zwischen Erd-, Industrie- und Sozialgeschichte aufzuzeigen. Dabei rettete er zugleich unter anderem wertvolle historische Industriemaschinen vor ihrer Verschrottung.
Mit seinem populärwissenschaftlichen Luftbildband Das römische Germanien aus der Luft, von dem bis 1988 zusammen 55.000 Exemplare gedruckt wurden, ist er einem breiteren Publikum bekannt geworden.

## Schriften (Auswahl)
- Römische Kalkbrenner im Rheinland. (= Rheinische Kunststätten. Heft 490), Rheinischer Verein für Denkmalpflege und Landschaftsschutz, Köln 2005, ISBN 3-88094-885-2.
- Der Essener Dom. (= Rheinische Kunststätten. Heft 265), Gesellschaft für Buchdruckerei, Neusser Druckerei und Verlag Neuss 1984, ISBN 3-88094-487-3.
- Die ehemalige Abteikirche Essen-Werden. (= Rheinische Kunststätten. Heft 254), Gesellschaft für Buchdruckerei, Neuss 1981, ISBN 3-88094-379-6.
- Sankt St. Luzius und die Filialkirchen der Abtei Essen-Werden. (= Rheinische Kunststätten. Heft 256), Gesellschaft für Buchdruckerei, Neuss 1981, ISBN 3-88094-380-X.
- Die Essener Wasserhämmer. (= Führer des Ruhrlandmuseums 1), Rheinland-Verlag/Habelt, Köln/Bonn 1978.
- Die Kirche St. Suitbertus in Kaiserswerth. Beitrag zur Baugeschichte. Dissertation vom 31. Juli 1962, Berlin 1962.

### Aufsätze
- Das Ende einer Ausgrabung. Die Ausgrabungen im römischen Legionslager Bonn, In: Rheinische Ausgrabungen ‘76, 116, 1977.
- Römische Fundstellen in Aachen-Burtscheid. In: Aqvae Granni. Beiträge zur Archäologie von Aachen (= Rheinische Ausgrabungen 22), Rheinland-Verlag, Köln 1982, S. 205–213.
- Archäologische Untersuchungen zur antiken Wirtschaft und Technik in der Nordeifel. In: Führer zu vor- und frühgeschichtlichen Denkmälern 25, 1974, S. 50–68.
- Steinkohle in einer römischen Grube von Neuss. In: Beiträge zur Archäologie des römischen Rheinlands 2 (= Rheinische Ausgrabungen 10), Rheinland-Verlag, Düsseldorf 1971, S. 370–372.

### Herausgeberschaften
- als Fotograf: Das römische Germanien aus der Luft. Gustav Lübbe Verlag, Bergisch Gladbach 1981, 2. Auflage 1983, ISBN 3-7857-0298-1.